# 訴之客觀合併
訴之客觀合併（joinder of claims、claims joinder、joinder）係指原告對同一被告以一訴為數訴訟上請求之情形。

## 單純合併
單純合併係指原告對同一被告以一訴同時提起數訴訟上請求，數請求間依有無牽連關係又可分為「有牽連關係之單純合併」及「無牽連關係之單純合併」二者。前者例如以一訴同時請求本金與利息，後者例如以一訴同時請求無關之借款債權及價金請求權。區分二者之實益主要在於，若為有牽連關係之單純合併，為免發生裁判矛盾之情形，原則上不得分別辯論、一部判決。

## 預備合併
預備合併係指原告預慮法院就其先位請求為不利之判決，而提出「備位聲明」（又稱後位聲明），以法院認為先位聲明無理由為停止條件，審理判決備位聲明。例如「先位聲明」請求交付買賣標的物，預慮若法院認為買賣契約根本不成立、生效，「備位聲明」請求返還價金之不當得利。此時法院受當事人訴之聲明排列順序之拘束，若認先位聲明無理由則須審理判決後位聲明，若認先位聲明有理由則毋須審理判決後位聲明。
- 二請求須否併存？

學說通說及實務見解均認為，先位請求及備位請求須為不得併存之二請求，方得以預備合併之型態提起。惟學者邱聯恭則認為，預備合併係僅原告以數訴訟上請求為先後順序之排列，法院即受其拘束之審理方式，為原告程序選擇權之內容，故不以數請求不得併存為必要，數得併存之請求亦得提起預備合併。
- 預備合併之上訴

若當事人僅就先位或備位聲明上訴第二審法院時，為一部上訴。學說通說及實務見解均認為，第二審因上訴人可擴張上訴聲明、被上訴人可提起附帶上訴，故有所謂的上訴不可分效力。亦即未上訴的部分亦隨同已上訴部分移審至第二審，而不先行確定，只是第二審法院因處分權主義不得加以審理判決。但是在預備合併上訴之情形，當事人雖然僅就一部上訴，未上訴部分發生上訴不可分效力，學說通說認為此時因為預備合併之數請求間具有牽連關係，因此例外地使第二審法院就未上訴的部分亦可加以審判，該案件在第二審亦維持預備合併之型態，學說稱之為附隨一體性。

## 選擇合併
選擇合併係指原告主張單一訴之聲明、數訴訟標的，請求法院就數訴訟標的擇一判決原告勝訴。此為傳統訴訟標的理論才有的客觀合併類型，在新訴訟標的理論下無此類型。

## 重疊合併
重疊合併係指原告主張單一訴之聲明、數訴訟標的，請求法院就全數訴訟標的加以裁判者。此亦為傳統訴訟標的理論才有的客觀合併類型，在新訴訟標的理論下無此類型。